# Discobola fumihalterata
Discobola fumihalterata är en tvåvingeart som först beskrevs av Alexander 1955.  Discobola fumihalterata ingår i släktet Discobola och familjen småharkrankar. Inga underarter finns listade i Catalogue of Life.